# A Dead Man's Honor
A Dead Man's Honor é um filme dramático dos Estados Unidos de 1911 em curta-metragem. O filme mudo foi estrelado por Mabel Normand e Maurice Costello.

## Elenco
- Maurice Costello .. Hugh
- Mabel Normand ... Helen
- Julia Swayne Gordon ... Mãe de Hugh